# MAZ-216
Der MAZ-216 (russisch МАЗ-216, deutsche Transkription eigentlich MAS-216) ist ein belarussischer Niederflur-Schubgelenkbus aus dem Minski Awtomobilny Sawod. Er ist der Nachfolger des MAZ-215.

## Fahrzeugbeschreibung
Für den Bus wurde eine komplett neue Karosserie angefertigt und der Antrieb wurde von der Vorderseite zur Rückseite des Busses verschoben. Der Bus erhielt einen verkürzten Radstand, 4 Türen anstatt 5 und mehrere Optionen für die Gestaltung des Fahrgastraums. Der MAZ-216 entspricht den europäischen Normen. Er wird derzeit (Stand 2021) unter der Versionsnummer 216.066 produziert – mit einem 326 PS starken Motor des Typs Mercedes OM 926 LA (Euro-5) und einem Allison-T375w/Ret-Automatikgetriebe. Das neue Automatikgetriebe sorgt für eine ständige Optimierung der Schaltpunkte, ein selbstlernender Algorithmus optimiert das Verhältnis von Kraftstoffverbrauch und Beschleunigung. Sie hat eine verbesserte 'Neutral at Stop' Technologie, die die Belastung des Motors beim Anhalten des Fahrzeugs reduziert, um zusätzliche Kraftstoffeinsparungen und weniger Emissionen zu erzielen. Die Kabine bietet 40 Sitzplätze (24 - vorne, 16 - hinten) und 165 Stehplätze.

## Produktion
- Der erste Prototyp wurde zum Testen nach St. Petersburg (St. Petersburg staatliches Einheitsunternehmen „Passaschirawtotrans“, Busflotte Nr. 2) geschickt. Der Bus wurde im März 2019 auf den Linien Nr. 93 und Nr. 127 getestet. Anschließend wurde er von  Verkehrsunternehmen aufgekauft und arbeitet derzeit auf dem Busflottennetz Nr. 2.
- Der zweite und dritte Prototyp trafen Anfang Dezember 2019 in der kasachischen Hauptstadt Astana ein.[4]
- Die Serienproduktion des Modells begann 2020 mit der Montage von 100 Bussen für St. Petersburg. Zu ihren Merkmalen gehören das Vorhandensein von USB-Anschlüssen, Informationsmonitoren und Klappsitzen in der Kabine, ein Touchscreen in der Fahrerkabine sowie grafische externe elektronische Anzeigen "Iskra". Wegen ihrer Größe befinden sich die Anzeigen für die Linie hinter der Heckscheibe, statt über ihr in der Karosserie, wie beim Vorgänger.[5] Die Busse fuhren in die Busflotten Nr. 1, Nr. 2 und Nr. 5 des staatlichen Einheitsunternehmens "Passazhiravtotrans" in St. Petersburg ein, ihr Betrieb begann am 28. April 2020.[6]
- Im Herbst 2020 unterzeichnete das Komitee für Verkehr und Straßen der Region Pskow einen Vertrag mit Awtotechkom LLC über die Lieferung von 11 MAZs der Modifikation 216.066 bis zum 21. Dezember. Die Busse wurden in die Busflotte Pskowpassaschirawtotrans in der Stadt Pskow eingegliedert und ihr Betrieb begann am 18. Januar 2021.
- Am 28. Februar 2021 nahmen zwei MAZ-216.066-Busse in Minsk den Betrieb auf, im März gingen zwei weitere Exemplare in Betrieb.